# 斯蒂芬·哈德利

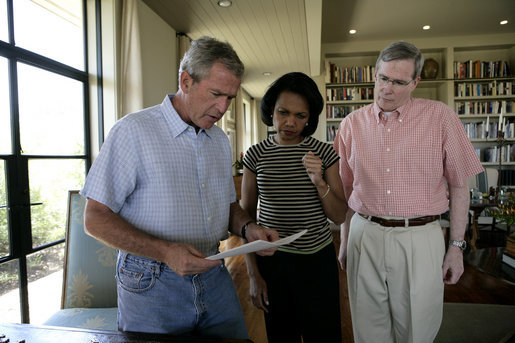
哈德利（居右者）与布什和赖斯讨论2006年以黎危机

斯蒂芬·约翰·哈德利（英語：Stephen John Hadley，1947年2月13日—），生于美国俄亥俄州托莱多。美国前任国家安全顾问（总统国家安全事务助理），就职于乔治·沃克·布什政府。他是布什政府的第二位国家安全事务助理（第一位是康多莉扎·赖斯）。

## 簡歷
斯蒂芬·哈德利于1969年毕业于康奈尔大学并获得文学士学位，后又获得耶鲁大学法学院的法学博士学位。在杰拉尔德·福特总统时期，哈德利是国家安全委员会的成员。他在1989年至1993年之间任美国国防部负责国际安全政策的部长助理。在这个职位上，哈德利负责掌管北约和西欧的防务政策、核武器和弹道导弹防御、军备控制等等。他也参与制定关于武器出口限制和太空利用的政策。哈德利在国务卿詹姆斯·贝克领导的与苏联签署START-1和START-2的谈判中是美国国防部长切尼的个人代表。
哈德利在2000年美国总统选举时是共和党候选人乔治·沃克·布什（当时是得克萨斯州州长）的高级外交与防务政策顾问。在布什政府的过渡时期，他供职于国家安全委员会。在此之前，他是华盛顿特区一家法律事务所的合伙人，也是斯考克罗夫特集团（一家国际关系咨询公司）的一名专家。
斯蒂芬·哈德利从2001年1月22日起担任总统助理和副国家安全顾问。2005年1月26日，哈德利在康多莉扎·赖斯被任命为美国国务卿之后接替赖斯的职位成为布什国家安全顾问。哈德利从2002年起是白宫伊拉克问题小组的成员。他在2003年以未能尽职为由向布什提交辞呈，但被后者拒绝。
英国泰晤士报曾报道哈德利是鲍勃·伍德沃德在普莱姆事件（“特工门”）中的消息来源，但这个报道是错误的，后来副国务卿阿米蒂奇承认自己是伍德沃德的消息提供者。
前美国总统吉米·卡特在其著作《巴勒斯坦：和平而不是隔离》中不点名批评哈德利在2005年阻止他与叙利亚总统巴沙尔·阿萨德会谈。
哈德利的妻子是一名司法部律师，他们有两个女儿。